# Nogometni Klub Raša 1938
Il Nogometni Klub Raša 1938, traducibile in italiano come Club Calcistico Arsia 1938, è una squadra di calcio croata con sede ad Arsia, in Istria, che gioca nel girone Jug della terza lega istriana, un campionato dilettantistico provinciale.
La società venne fondata come Dopolavoro Aziendale Arsa, che arrivò a disputare un campionato di Serie C ai tempi della sua militanza italiana.
Alterna i colori blu dello stemma allo storico verde.

## Storia
La società è nata come dopolavoro aziendale dei minatori della Società Anonima Carbonifera Arsa di Arsia, città di fondazione in Istria, inaugurata nel 1937. Nella Prima Divisione 1937-1938 ottiene la promozione in Serie C, grazie alla vittoria del girone finale della Venezia Giulia.
La stagione seguente, nel girone A della Serie C 1938-1939 ottiene l'ottavo posto finale, posizione che garantirebbe la permanenza nella terza serie ma, il club rinuncia ad iscriversi l'anno seguente al torneo.
Nel corso della stessa stagione l'Arsa raggiunge il secondo turno eliminatorio di Coppa Italia, eliminato dal Treviso.
Nel 1940 torna a disputare il campionato di Prima Divisione, ottenendo il 9º posto nel Girone B.
L'Arsa sospese l'attività a seguito degli eventi bellici della Seconda guerra mondiale e del successivo passaggio dell'Istria e del comune di Arsia alla Repubblica Socialista Federale di Jugoslavia. Come tutti i club della Jugoslavia nel primo periodo stalinista del regime comunista locale fu costretto dalle nuove autorità e per mezzo dell'UCEF a cambiare ragione sociale e diventare una società sportiva di largo respiro, cambiando nome nel più consono al nuovo regime FD Rudar Raša. Nella stagione 1945-1946 prese parte al raggruppamento istriano del campionato giuliano dell'UCEF. Nell'estate 1946 prese parte alle qualificazioni istriane che mettevano in palio un posto nel massimo campionato jugoslavo, la Prva Liga 1946-1947: fu però eliminata in semifinale dall'U.S. Operaia di Pola, che a sua volta perse la finale contro il Quarnero/Kvarner di Fiume. Nella stagione 1946-47 prese parte al campionato della Regione Giulia organizzato dall'UCEF, concludendolo in vetta a pari punti con il Gaslini di Trieste: fu dunque necessario lo spareggio, svoltosi il 15 agosto 1947 sul campo neutro di Rovigno, che vide imporsi gli istriani per 4-3 ai supplementari; il Rudar si laureò dunque campione giuliano UCEF 1946-47. Nel settembre 1947, con l'entrata in vigore del trattato di pace, il Rudar abbandonò l'UCEF per affiliarsi alla Federazione calcistica della Jugoslavia. Nella nuova nazione di appartenenza, tuttavia, non riuscì a raggiungere risultati di rilievo non andando oltre le serie minori locali. Nel corso della stagione 1955-1956 si fuse con il Labin dando origine al NK Rudar Labin che si trasferì ad Albona. Successivamente il club fu rifondato e attualmente, con la denominazione di Nogometni Klub Raša 1938, milita nelle serie minori dilettantistiche istriane del campionato croato di calcio.